# Pristipomoides typus
Pristipomoides typus is een straalvinnige vis uit de familie van snappers (Lutjanidae) en behoort derhalve tot de orde van baarsachtigen (Perciformes). De vis kan maximaal 70 cm lang en 2200 gram zwaar worden. De hoogst geregistreerde leeftijd 11 jaar. 

## Leefomgeving
Pristipomoides typus is een zoutwatervis. De vis prefereert een tropisch klimaat en heeft zich verspreid over de Grote en Indische Oceaan. De diepteverspreiding is 40 tot 120 m onder het wateroppervlak. 

## Relatie tot de mens
Pristipomoides typus is voor de visserij van beperkt commercieel belang. In de hengelsport wordt er weinig op de vis gejaagd. 